# Камењица на Хрону
Камењица на Хрону (слч. Kamenica nad Hronom, мађ. Garamkövesd) насељено је мјесто са административним статусом сеоске општине (слч. obec) у округу Нове Замки, у Њитранском крају, Словачка Република.

## Становништво
| Година:    | 1994. | 2004.   | 2014.   | 2024.    |
| ---------- | ----- | ------- | ------- | -------- |
| Број људи: | 1321  | 1323    | 1396    | 1218     |
| Разлика:   |       | +0,15 % | +5,51 % | -12,75 % |

| Година:    | 2023. | 2024.   |
| ---------- | ----- | ------- |
| Број људи: | 1233  | 1218    |
| Разлика:   |       | -1,21 % |

Према подацима о броју становника из 2011. године насеље је имало 1.372 становника.